# Yusif Safarov
Yusif Safarov (en azeri : Yusif Əliqulu oğlu Səfərov ; né le 15 octobre 1907 à Chamakhi et mort le 30 décembre 1963 à Bakou) est un ingénieur pétrolier soviétique azerbaïdjanais, ingénieur honoraire de la RSS d'Azerbaïdjan (1960), l'un des fondateurs du forage offshore, deux fois lauréat du Prix Staline (1946, 1951), député du Conseil suprême de la RSS d'Azerbaïdjan (5e convocation).

## Activité pfofessionnelle
Yusif Aligulu oglu Safarov occupe divers postes dans l'industrie pétrolière. Les recherches de Safarov portent sur le forage de puits de pétrole offshore, les problèmes de forage à turbine et le forage électrique. Yusif Safarov a participé à la découverte et au développement de champs pétroliers offshore, au développement et à la préparation de bases offshore individuelles (IOB).
Au début de la Grande Guerre patriotique, Yusif Safarov dirige le département de forage de l'association Azneftekombinat (1941-1945). En 1941, les méthodes de travail progressistes de Safarov permettent de forer le premier puits directionnel incliné en Azerbaïdjan, depuis la baie d'Ilyich sous la centrale électrique Krasin.

## Activité scientifique
En 1944, Yusif Safarov soutient sa thèse de doctorat sur le thème Forage profond en mer. Dans cet ouvrage, Safarov écrit que les questions liées au développement des ressources du sous-sol en haute mer doivent être traitées sans délai. Par la suite, un certain nombre de livres scientifiques de Safarov sont publiés, notamment:Construction de puits de pétrole et de gaz en mer, Forage à turbine, Solutions d'argile dans le forage, Équipement électrique pour le forage de puits en mer, Forage électrique, etc.

## Innovations dans le forage
En 1949, conformément à la résolution du Conseil des ministres de l'URSS du 31 octobre Sur le développement de la production pétrolière offshore dans la mer Caspienne, la plus grande association pétrolière Azmorneft est créée à Bakou, et Safarov est nommé adjoint responsable de cette association pour les opérations de forage. La même année, Yusif Safarov, en collaboration avec Sabit Orudjov, développe une base offshore individuelle de grand bloc (MOS) pour le forage de puits en mer, ce qui permet de développer de nouveaux gisements au fond de la mer Caspienne à l'avenir.

## Mémoire
- Une rue de Bakou porte son nom
- Le remorqueur baptisé Yusif Səfərov[5]

## Décorations
- Médaille: Pour la défense du Caucase
- Pour la victoire dans la Grande Guerre patriotique de 1941-1945
- Prix Staline, premier degré (Prix d'État de l'URSS)
- Ordre de l'Insigne d'Honneur
- Ordre du Drapeau Rouge du Travail

## Réferences
1. ↑  Аббасова Р. Юсиф Сафаров. Страницы биографии // Yol. — 2014. — № 6 (48). Архивировано
2. ↑  Сейфаддин А. Морской разведчик. [Сафаров Юсуф Алигулу оглу, директор Треста морского бурения, канд. техн. наук].. — Баку: Азернешр, 1948.  (азерб.)
3. ↑  (ru) « Это гордое имя - нефтяник », sur anl.az,‎ 2015. - 19 сентября (consulté le 14 janvier 2025)
4. ↑  (az) « Parlaq neftçi ömrü », sur http://anl.az/, 2017.- 14 oktyabr (consulté le 14 janvier 2025)
5. ↑  (en) « BalticShipping.com », sur balticshipping.com (consulté le 14 janvier 2025).